# Tallonia picta
Tallonia picta là một loài nhện trong họ Pisauridae.
Loài này thuộc chi Tallonia. Tallonia picta được Eugène Simon miêu tả năm 1889.